# (34767) 2001 QV201
2001 QV201 (asteroide 34767) é um asteroide da cintura principal. Possui uma excentricidade de 0.17473760 e uma inclinação de 9.89739º.
Este asteroide foi descoberto no dia 22 de agosto de 2001 por NEAT em Palomar.